# Pa Sak

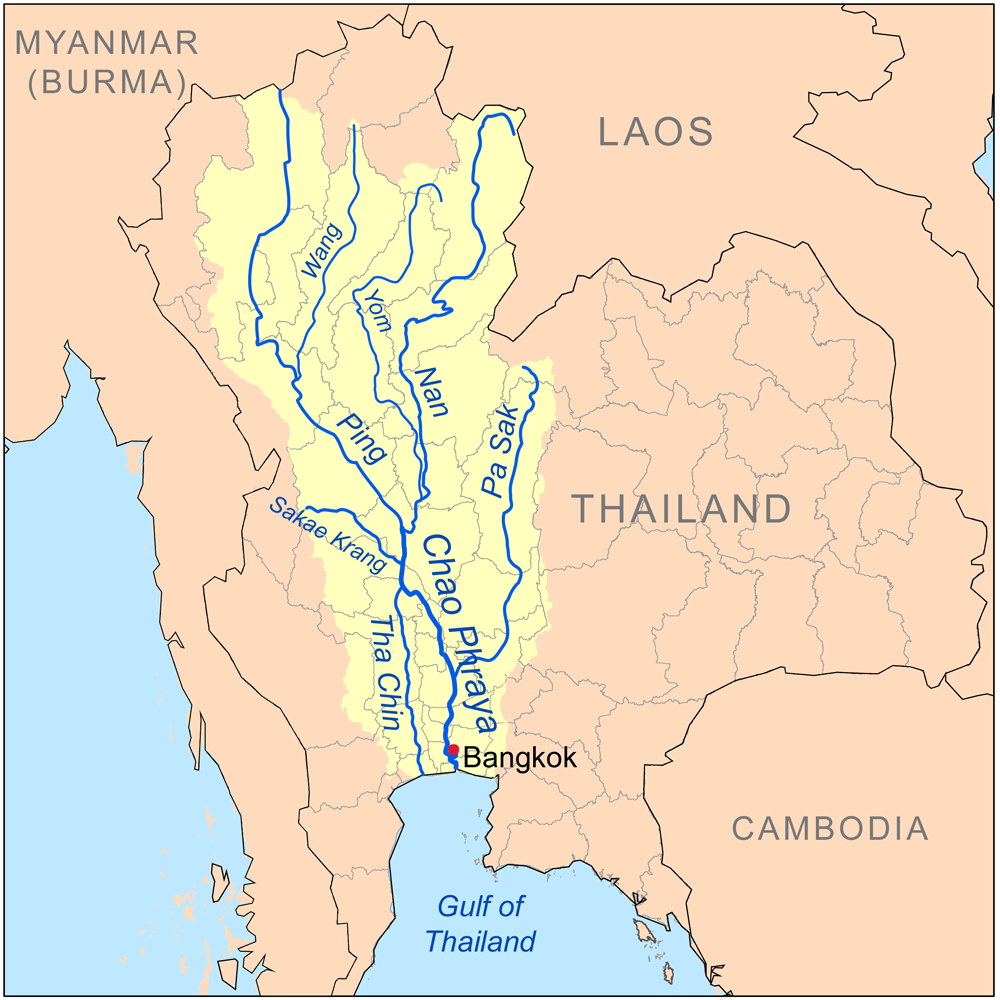
De loop van Pa Sak in Thailand.

De Pa Sak (Thais alfabet: แม่น้ำป่าสัก) is een rivier in Thailand. De rivier ontspringt in de Phetchabunbergen en mondt uit in de Menam (Chao Phraya) in Centraal-Thailand. De rivier is 513 kilometer lang.